# Christopher Weber
Christopher Weber (* 5. Oktober 1991 in Dortmund) ist ein deutscher Bobfahrer.

## Karriere
Christopher Weber gab sein olympisches Debüt bei den Winterspielen 2018 in Pyeongchang, wo er sowohl im Zweier-, als auch im Viererbob von Pilot Johannes Lochner als Anschieber agierte. Im Zweierbob belegte das Duo den fünften Platz, im Viererbob erreichte er zusammen mit den beiden anderen Anschiebern Christian Poser und Christian Rasp den achten Rang.
Bei den Olympischen Winterspielen 2022 in Peking erreichte er im Team um den Piloten Johannes Lochner im Viererbob die Silbermedaille.

## Auszeichnungen
- 2022: Silbernes Lorbeerblatt[1]